# Guttulina
Guttulina es un género de foraminífero bentónico de la Polymorphinidae. Su especie tipo es Guttilina communis, anteriormente conocida como Polymorphina communis. Su rango cronoestratigráfico abarca desde el Bathoniense (Jurásico medio) hasta la Actualidad.

## Discusión
Clasificaciones previas incluían Guttulina en la superfamilia Nodosarioidea.

## Clasificación
Se han descrito numerosas especies de Guttulina. Entre las especies más interesantes o más conocidas destacan:
- Guttulina adhaerens
- Guttulina bartschi
- Guttulina clifdenensis
- Guttulina communis
- Guttulina fissurata
- Guttulina hantkeni
- Guttulina otiakensis
- Guttulina paalzowi
- Guttulina problema
- Guttulina regina
- Guttulina spicaeformis
- Guttulina yabei

Un listado completo de las especies descritas en el género Guttulina puede verse en el siguiente anexo.
En Guttulina se han considerado los siguientes subgéneros:
- Guttulina (Globulina), aceptado como género Globulina
- Guttulina (Laryngosigma), aceptado como género Laryngosigma
- Guttulina (Pyrulina), aceptado como género Pyrulina
- Guttulina (Sigmoilina), aceptado como género Sigmoilina